# نشان برای قهرمانی
نشان برای قهرمانی (ترکی آذربایجانی: "İgidliyə görə" medalı) یک مدال در جمهوری آذربایجان است.

## تأسیس
نشان برای قهرمانی بر اساس قانون جمهوری آذربایجان در خصوص «تأسیس نشان‌های آذربایجان» که در ۱۰ نوامبر سال ۱۹۹۲ به مجلس ملی این کشور ابلاغ شد، ایجاد شد. به موجب آن قانون، ۹ نشان به تأسیس رسید و امتیاز و اشکال آن‌ها تصویب گردید.

## شکل و اقسام
نشان برای قهرمانی در یک نوع است. روی مدال، در کنار یک ستاره هشت ضلعی عکس سربازی از زاویه پهلو قرار گرفته که کلاه‌خود بر سر و تفنگی با سرنیزه در دست دارد. جمله «برای قهرمانی» در سمت چپ سرباز، در امتداد دایره نشان حکاکی شده‌است. عکس و نوشته برجسته هستند.
سمت پشت مدال، مسطح می‌باشد و در وسطش شماره اش قرار نوشته‌است. نشان به وسیله حلقه‌ای به لوح نازک مستطیلی شکلی محکم بسته شده که دارای نوار خدمت سبز تیره و روشن در بعد ۲۷ میلی‌متر در ۴۳ میلی‌متر است. در سمت پایین لوح، یک لبه دایره‌ای مستطیلی شکل دارای تزیینات ملی و در پشت نشان، گیره ای برای سنجاق زدن آن به سینه هست.